# Kaszabobates kaszabi
Kaszabobates kaszabi är en kvalsterart som först beskrevs av Balogh och Sandór Mahunka 1965.  Kaszabobates kaszabi ingår i släktet Kaszabobates och familjen Oribellidae. Inga underarter finns listade i Catalogue of Life.